# Copelatus amaroides
Copelatus amaroides är en skalbaggsart som beskrevs av Guignot 1952. Copelatus amaroides ingår i släktet Copelatus och familjen dykare. Inga underarter finns listade i Catalogue of Life.